# Kerong állomás
Kerong (Gaerong) állomás metróállomás a szöuli metró 5-ös vonalán, Szongpha-ku (Songpa-gu) kerületben.

## Viszonylatok
| 5-ös vonal                          | 5-ös vonal                | 5-ös vonal                           |
| ----------------------------------- | ------------------------- | ------------------------------------ |
| Ogum (Ogeum) Panghva (Banghwa) felé | Macshon (Macheon) szakasz | Kojo (Geoyeo) Macshon (Macheon) felé |